# Musée archéologique de Milan
Le musée archéologique de Milan (en italien, Civico Museo Archeologico di Milano) est un musée d'archéologie situé à Milan en Italie. Musée municipal, il présente des collections d'archéologie locale de la Préhistoire jusqu'au Moyen Âge ainsi que des collections d'archéologie égyptienne, grecque et orientale. Le site principal du musée est situé à l'ancien monastère maggiore di San Maurizio tandis qu'une annexe se trouve au château des Sforza.

## Historique
Une partie des collections provient de celles de l'Académie de Brera fondée en 1776 et qui a récupéré les collections d'anciennes institutions religieuses, de collections privées ainsi que d'objets découverts à l'occasion de travaux de destruction du centre de la ville. En 1862, est fondé le « Patrio Museo di Archeologia », un musée réunissant des collections archéologiques par le ministère de l'Éducation. En parallèle, est fondé par la ville un musée d'art municipal en 1877, à l'aide de collections données par des particuliers. Ce dernier est alors situé dans un bâtiment des jardins publics de Porta Venezia (it). En 1900, les deux musées sont fusionnés dans un nouveau musée d'art et d'archéologie installé au château des Sforza. Trop à l'étroit, il est déplacé dans son lieu actuel en décembre 1965, les bâtiments conventuels du monastère maggiore di San Maurizio. Les collections préhistoriques et égyptologiques se trouvent toujours au château des Sforza.

## Collections
Parmi les sections du musée se trouvent :
- section de l'histoire de Mediolanum ou Milan antique du Ve siècle avant notre ère au Ve siècle : s'y trouvent présentés notamment le plat de Parabiago et la Copa Trivulzio (es).
- section du Haut Moyen Âge
- section des antiquités grecques
- section des antiquités étrusques
- section d'art du Gandhara
- section des antiquités issues des fouilles archéologiques de Césarée (actuellement en Israël), issues d'une mission archéologique italienne menée dans les années 1960 (section fermée)
- sections des antiquités égyptiennes, divisé en sept sections différentes, situées au château des Sforza. Elles proviennent notamment de fouilles menées par l'université de Milan, situé dans le sous-sol de la cour ducale. Une momie datant de la période gréco-romaine, de Thèbes, et des sarcophages de l'Égypte antique sont exposés dans la section des momies, sarcophages et masques funéraires, tandis que certains papyrus du Livre des morts sont exposés dans la section du culte funéraire.
- section de la préhistoire et de la protohistoire, également au château des Sforza.

## Galerie

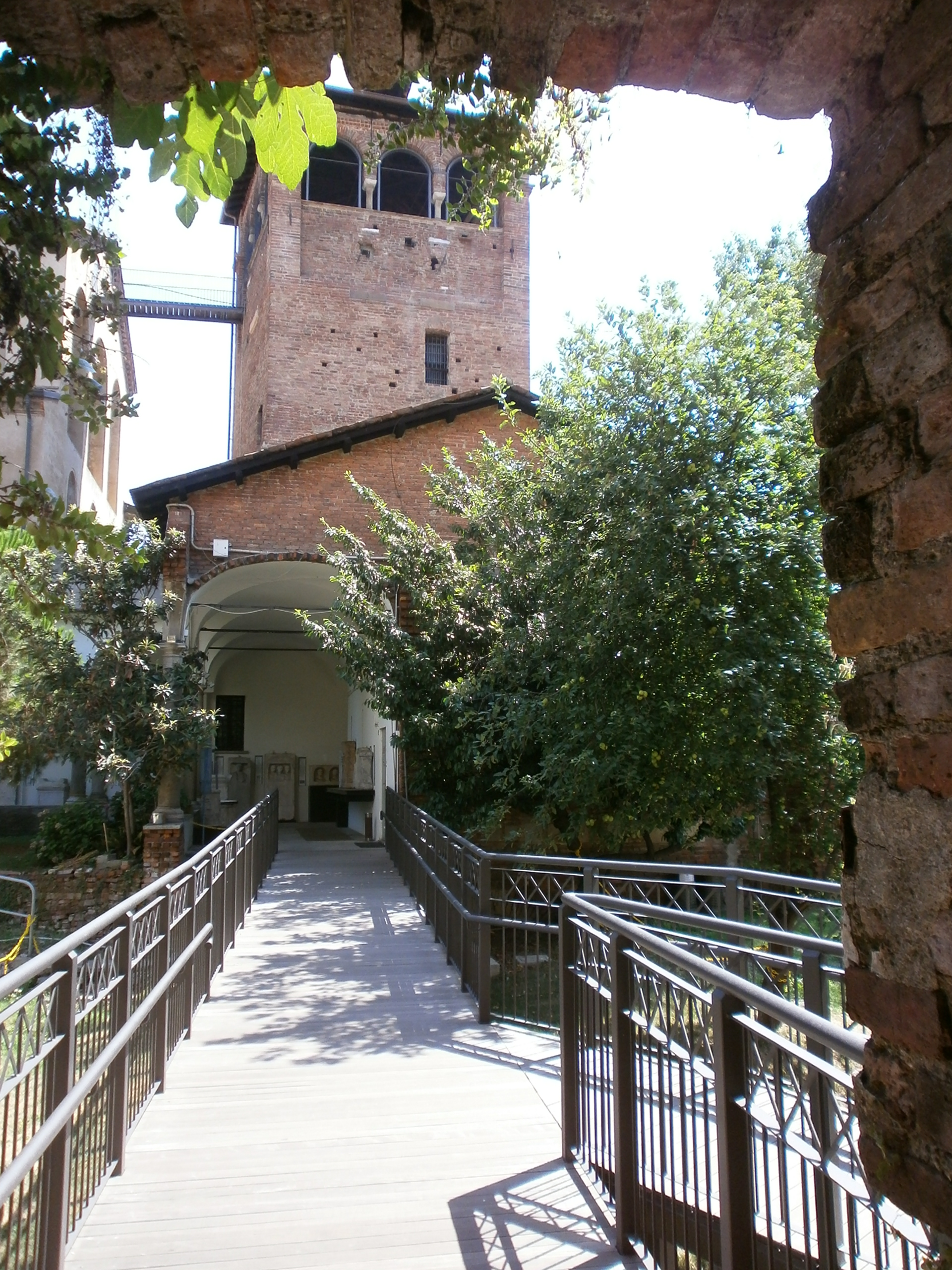
Vue du cloître.
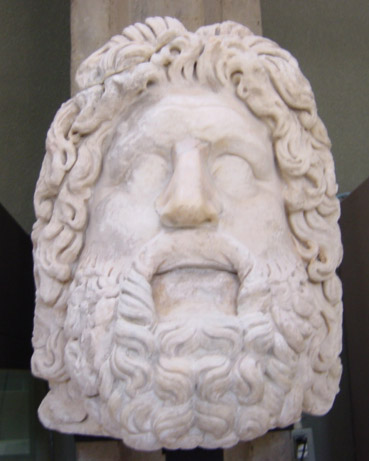
Tête de Jupiter retrouvée à Milan.
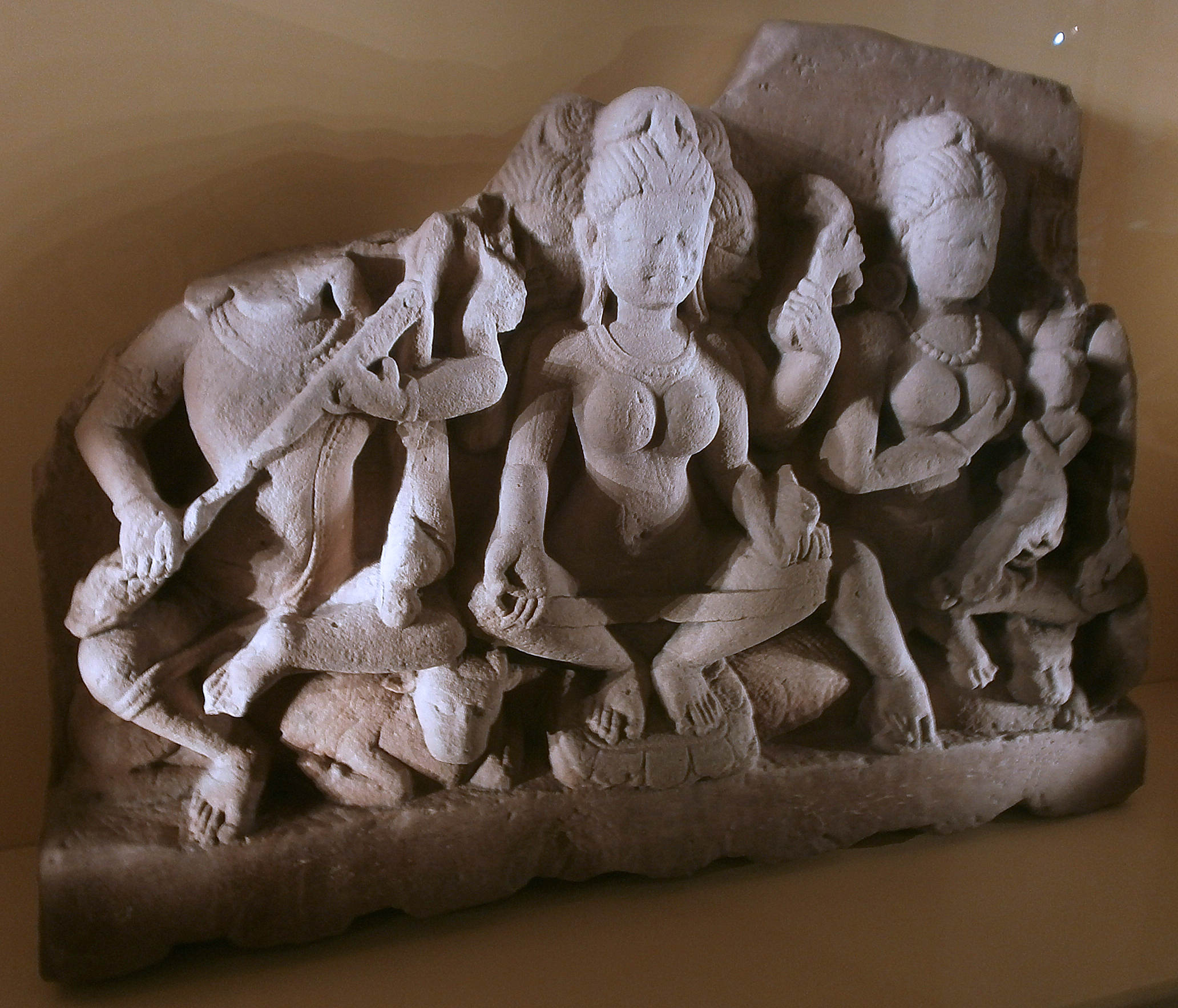
Statue de Shiva, collections du Gandhara.

Égypte antique
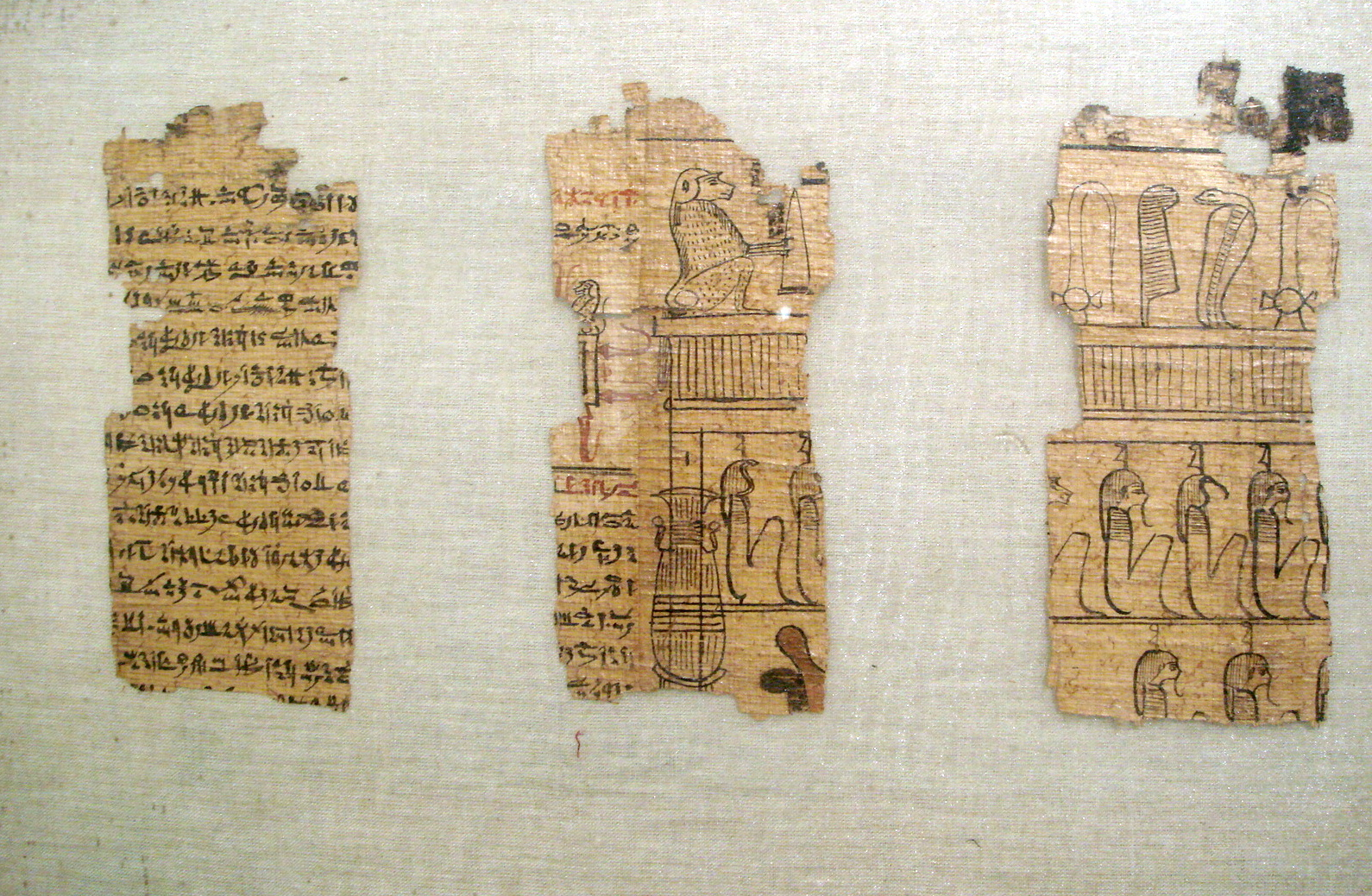
Fragments du Livre des morts conservé au musée.
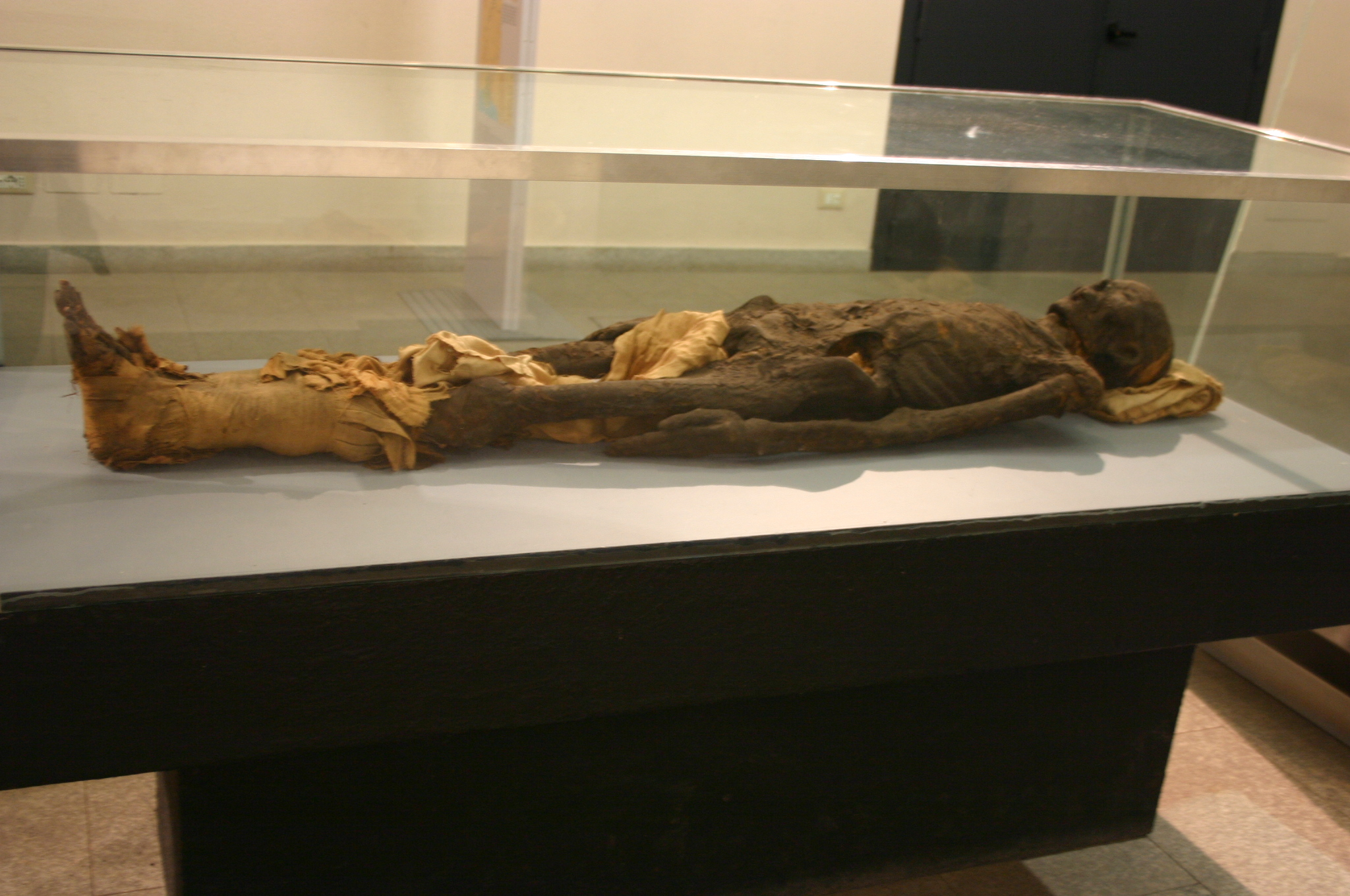
Momie de l'époque gréco-romaine, de Thèbes.
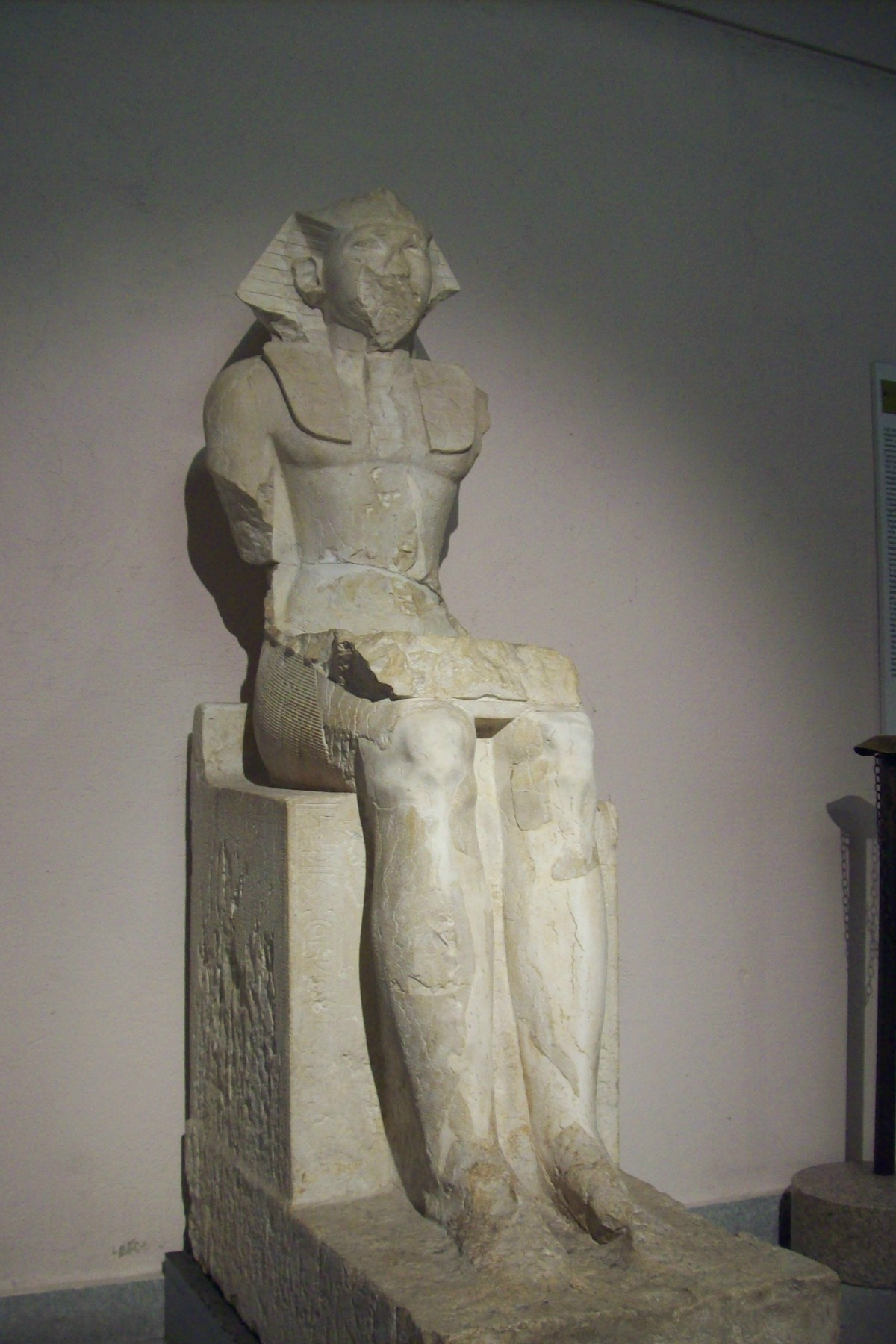
Amenemhat III.
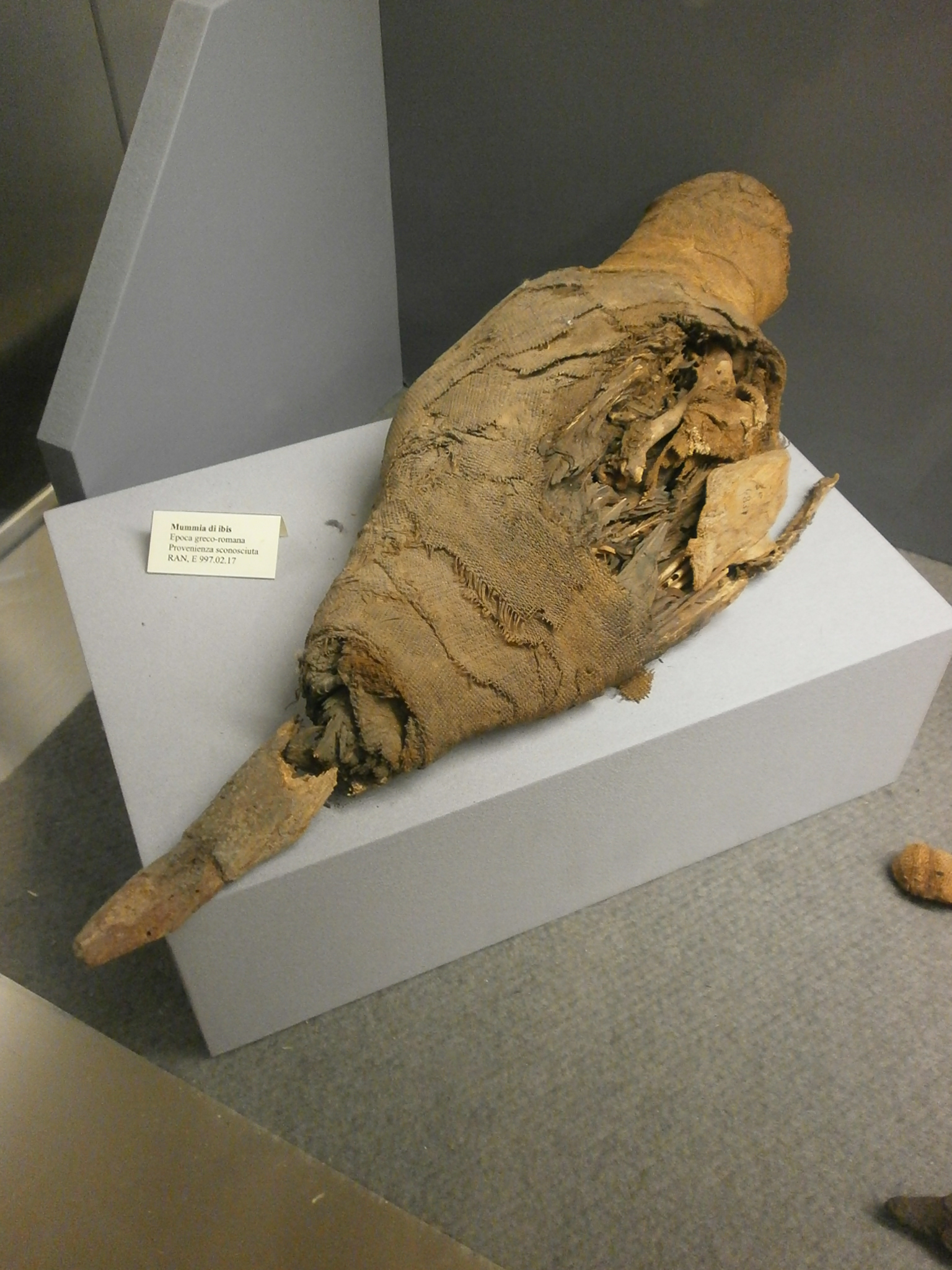
Momie d'ibis, époque gréco-romaine.
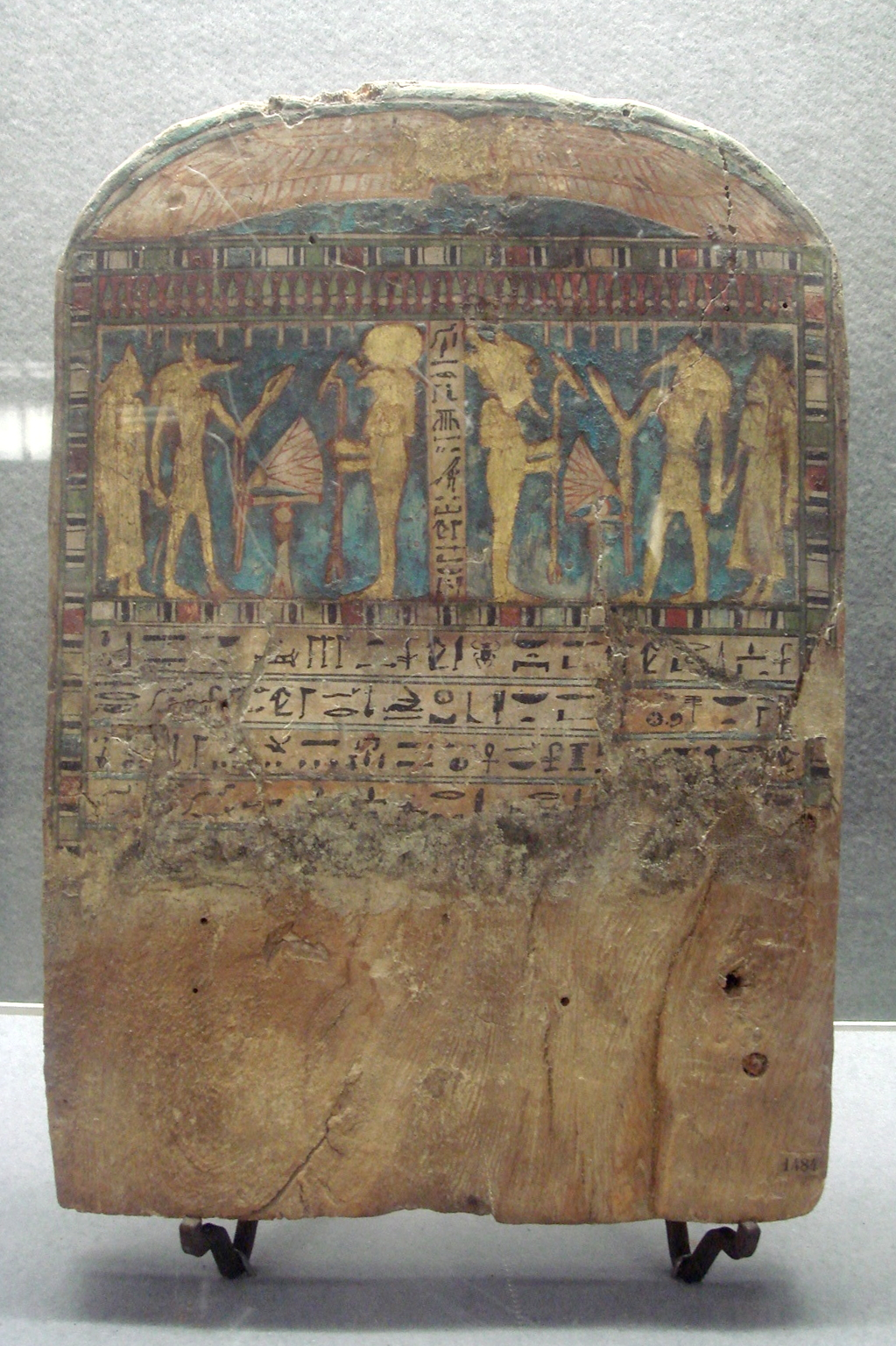
Stèle funéraire.
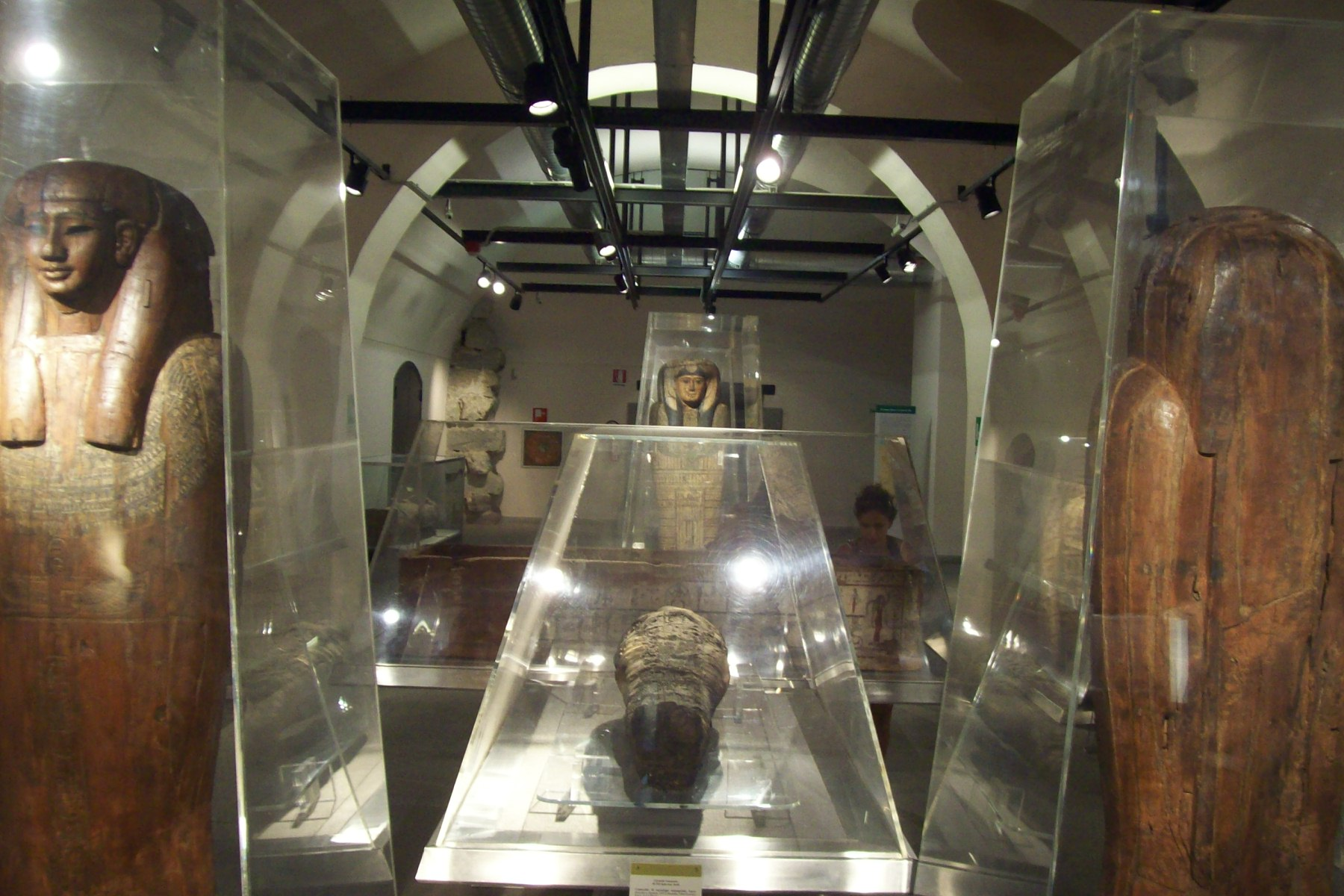
L'une des momies du musée.